# Římskokatolická farnost Lipov
Římskokatolická farnost Lipov je územní společenství římských katolíků s farním kostelem Všech svatých v děkanátu Veselí nad Moravou. 

## Historie farnosti
První písemná zmínka o obci pochází z roku 1358. V první polovině 15. století zde byl vybudován jednolodní kostel. Silné kořeny v Lipově zapustilo husitství, obec odolávala intenzivnímu rekatolizačnímu tlaku nejen v 17., nýbrž i v 18. století. Církevní správu se podařilo obnovit až v roce 1784. Gotický kostel byl silně poškozen za tureckých vpádů v roce 1663, později provizorně opraven a roku 1790 k němu byla přistavěna věž. Když chátrající budova hrozila zřícením, bylo rozhodnuto o nové stavbě a tak v roce 1878 byl na místě strženého gotického kostela postaven kostel současný.  V roce 1999 byl postaven v obci Louka filiální kostel Panny Marie Růžencové.

## Duchovní správci
Nejstarší známý lipovský farář Tomáš Klečka se připomíná roku 1418. Během 16. století v lipově působili luterští pastoři.. Během 17. a 18. století spravovali Lipov faráři ze Strážnice či Velké nad Veličkou.Farářem je od roku 2010 R. D. Petr Wnuk.

## Bohoslužby
| Kostel                | Místo | Bohoslužba (den)            | Hodina                                   | Poznámka        |
| --------------------- | ----- | --------------------------- | ---------------------------------------- | --------------- |
| Všech svatých         | Lipov | neděle pondělí středa pátek | 9.45 17.00 (zima)/18.00 (léto)           | farní kostel    |
| Panny Marie Růžencové | Louka | neděle úterý čtvrtek sobota | 8.00 7.15 17.00 (zima)/18.00 (léto) 7.15 | filiální kostel |

## Aktivity ve farnosti
Ve farnosti se pravidelně koná tříkrálová sbírka. V roce 2017 se při ní vybralo v Lipově 71 156 korun, v Louce 33 700 korun. V květnu se pořádají modlitby za úrodu.

## Kněží pocházející z farnosti
V červenci 2017 měl v louckém kostele primici dominikánský novokněz P. Kliment Tomáš Mikula. Šlo o první primici po postavení kostela.